# Pseudoxenodon
Pseudoxenodon — рід змій родини полозових (Colubridae). Представники цього роду мешкають в Південно-Східній Азії.

## Види
Рід Pseudoxenodon нараховує 6 видів:
- Pseudoxenodon bambusicola T. Vogt, 1922
- Pseudoxenodon baramensis (M.A. Smith, 1921)
- Pseudoxenodon inornatus (F. Boie, 1827)
- Pseudoxenodon karlschmidti Pope, 1928
- Pseudoxenodon macrops (Blyth, 1855)
- Pseudoxenodon stejnegeri Barbour, 1908

## Етимологія
Наукова назва роду Pseudoxenodon походить від сполучення слова дав.-гр. ψευδος — несправжній і наукової назви роду Xenodon F. Boie, 1826..